# Atelopus lynchi
Atelopus lynchi es una especie de anfibios de la familia Bufonidae.
Es endémica de Ecuador.
Su hábitat natural incluye bosques tropicales o subtropicales secos y a baja altitud, montanos secos, y ríos.
Está amenazada de extinción por la pérdida de su hábitat natural.